# Dimmi quello che vuoi
Dimmi quello che vuoi (Just Tell Me What You Want) è film del 1980 diretto da Sidney Lumet.

## Trama
In questa commedia romantica lievemente critica dell'alta borghesia americana, il ricco manager Max Herschel, per evadere dal ménage con la moglie alcolizzata, ha una relazione con la manager televisiva Bones Burton, della quale è anche mecenate. A causa delle continue insistenze di quest'ultima per una maggiore stabilità della relazione, Max la lascia, gettandola nelle braccia di Steven Routledge, squinternato autore teatrale. Pentitosi della manovra, Max cerca con ogni espediente di riconquistare l'ex-amante, ma scopre che tutto il suo denaro, sul quale aveva sempre creduto, non gli servirà per riconquistare la bella Bones.